# 費氏擬花鱂
費氏擬花鱂，為輻鰭魚綱鯉齒目鯉齒亞目花鳉科的其中一種，分布於南美洲秘魯及厄瓜多間的Rio Chico Chaune流域，體長可達3.5公分，棲息在植被生長的溪流、池塘，屬肉食性，生活習性不明。

## 擴展閱讀
維基物種上的相關：費氏擬花鱂